# Comstock Park
Comstock Park – jednostka osadnicza w Stanach Zjednoczonych, w stanie Michigan, w hrabstwie Kent.